# きみがいるなら
「きみがいるなら」は、7!!の楽曲で、メジャー13枚目（通算14枚目）のシングル。2016年11月23日にEpic Recordsから発売された。

## 概要
初回限定盤は「きみがいるなら(Acoustic ver.)」のPVとメイキング収録DVD付き。

## 収録曲
1. きみがいるなら [5:02]
テレビ東京系ドラマ24『勇者ヨシヒコと導かれし七人』エンディングテーマ[4]。
いっしょに歌お！CBCラジオ11月のうた
2. Yes or No [4:13]
7!!×「沖縄世界遺産物語〜5 ⼈のジョー〜」沖縄の世界遺産応援キャラクター「5jo」テーマソング
3. きみがいるなら (Acoustic ver.)
4. きみがいるなら (Instrumental)

## 収録アルバム
1. セツナエモーション